# Phan Tuấn Tài
Phan Tuấn Tài (sinh ngày 7 tháng 1 năm 2001) là một cầu thủ bóng đá chuyên nghiệp người Việt Nam hiện đang thi đấu ở vị trí hậu vệ trái cho câu lạc bộ Viettel và đội tuyển bóng đá quốc gia Việt Nam.

## Sự nghiệp câu lạc bộ
Năm 2013, Phan Tuấn Tài bắt đầu sự nghiệp cầu thủ tại hệ thống đào tạo của Viettel.
Năm 2020, Phan Tuấn Tài được gửi đi cho mượn tại câu lạc bộ V.League 2 Đắk Lắk.

## Sự nghiệp quốc tế
Năm 2022, Tuấn Tài được triệu tập trong danh sách "viện binh" của đội tuyển U-23 Việt Nam tại giải U-23 Đông Nam Á 2022 và cùng đội lên ngôi vô địch ở giải đấu này. Sau giải đấu U-23 châu Á 2022, Tuấn Tài đã được câu lạc bộ Viettel gọi về thi đấu cho đội một tại V.League 1.

## Thống kê sự nghiệp

### Quốc tế
Tính đến ngày 21 tháng 9 năm 2022
| Đội tuyển quốc gia | Năm       | Trận | Bàn |
| ------------------ | --------- | ---- | --- |
| Việt Nam           | 2022      | 1    | 0   |
| Việt Nam           | 2023      | 5    | 0   |
| Việt Nam           | 2024      | 6    | 0   |
| Tổng cộng          | Tổng cộng | 12   | 0   |

### Bàn thắng quốc tế

#### U-23 Việt Nam
| #  | Ngày               | Địa điểm                                  | Đối thủ  | Bàn thắng | Kết quả | Giải đấu                     |
| -- | ------------------ | ----------------------------------------- | -------- | --------- | ------- | ---------------------------- |
| 1. | 2 tháng 6 năm 2022 | Sân vận động Milliy, Tashkent, Uzbekistan | Thái Lan | 1–0       | 2–2     | Cúp bóng đá U-23 châu Á 2022 |

## Danh hiệu

### Đội tuyển quốc gia
U-23 Việt Nam
- Giải vô địch bóng đá U-23 Đông Nam Á:
  - Vô địch: 2022
- Đại hội Thể thao Đông Nam Á:
  - Huy chương vàng: 2021

Việt Nam
- VFF Cup
  - Vô địch: 2022